# Jonathan Sandoval
Jonathan Sandoval, vollständiger Name Jonathan Alexis Sandoval Rojas (* 25. Juni 1987 in Montevideo) ist ein uruguayischer Fußballspieler.
Der 1,76 Meter große Abwehrspieler Sandoval stand mindestens ab der Apertura 2006 im Erstligakader River Plate Montevideos. In jener Halbserie kam er zu einem Einsatz in der Primera División. Bei dem Verein aus dem montevideanischen Barrio Prado spielte er bis zur Clausura 2008. In der Apertura 2008 lief er auf Leihbasis für den seinerzeitigen Zweitligisten Sud América in vier Ligabegegnungen auf und erzielte fünf Tore. Sodann wechselte er zurück in Uruguays höchste Spielklasse und bestritt in der Clausura 2009 13 Ligaspiele (kein Tor) für den Cerro Largo FC, dem er sich auf Grundlage eines Leihvertrags mit River Plate Montevideo im Januar 2009 angeschlossen hatte. Nachdem er in der Apertura jenes Jahres erneut zweimal für River Plate Montevideo in der Liga und einmal in der Copa Sudamericana zum Einsatz gekommen war, stand er fortan bei den Montevideo Wanderers unter Vertrag. Von der Clausura 2011 an bestritt er 60 Erstligapartien für die Bohemios, in denen er acht Tore erzielte. Zur Spielzeit 2013/14 wechselte er zum amtierenden uruguayischen Meister Peñarol Montevideo. Für die Aurinegros absolvierte er bis zum Saisonende zehn Spiele (kein Tor) in der Primera División und kam dreimal in der Copa Libertadores sowie einmal in der Copa Sudamericana zum Zug. In der Saison 2014/15 wurde er elfmal (ein Tor) in der höchsten uruguayischen Spielklasse und einmal (kein Tor) in der Copa Sudamericana 2014 eingesetzt. Während der Spielzeit 2015/16 kam er lediglich zu einem weiteren Erstligaeinsatz (kein Tor), gewann mit der Mannschaft aber die Apertura 2015. In den ersten Januartagen 2016 wechselte er innerhalb der Liga zu Liverpool Montevideo. In der Clausura 2016 absolvierte er dort 15 Erstligaspiele (kein Tor). Ab Mitte Juli 2016 setzte er seine Karriere in Argentinien bei den Argentinos Juniors fort. Bislang (Stand: 10. Februar 2017) wurde er bei den Argentiniern in neun Partien der Primera B Nacional eingesetzt und schoss zwei Tore.